# Institut du cancer de Montréal
Pour les articles homonymes, voir ICM.
 (décembre 2021).
L'Institut du cancer de Montréal (ICM) est un organisme sans but lucratif qui a pour mission de favoriser la recherche fondamentale et clinique sur le cancer, en plus de préparer la relève dans ce domaine par le biais de l'enseignement et de la formation.

## Historique
L'Institut du cancer de Montréal (ICM) est un organisme sans but lucratif engagé depuis plus de 60 ans dans la lutte contre le cancer. Fondé en 1947 à l'Hôpital Notre-Dame par le pathologiste Louis-Charles Simard, l'ICM s'est affilié quelques années plus tard à l'Université de Montréal. Au cours des décennies suivantes, l'Institut a formé une centaine de jeunes chercheurs et a contribué de façon importante à la lutte universelle contre le cancer.
En 1994, l'ICM et le Centre de recherche de l'Hôpital Notre-Dame se sont unis pour créer le Centre de recherche Louis-Charles Simard, qui allait dorénavant assumer la responsabilité administrative de leurs équipes de recherche respectives. L'ICM a alors modifié sa vocation, l'orientant davantage vers la collecte de fonds privés destinés au financement de la recherche et de la formation en oncologie, au sein du nouveau centre.
Lors de la création du Centre hospitalier de l'Université de Montréal (CHUM) en 1998, l'ICM a établi un lien privilégié avec cette nouvelle entité. En vertu d'une entente conclue entre l'ICM et le CHUM, l'ICM étend ses activités d'appui financier à l'ensemble des chercheurs qui effectuent des recherches en oncologie au Centre de recherche du CHUM. Ces chercheurs deviennent aussi membre chercheur de l'ICM, participant notamment au comité scientifique consultatif de l'ICM qui adresse des recommandations au conseil d'administration de l'ICM pour tout dossier ayant trait au financement de nouveaux programmes.
La majorité des chercheurs membres de l'ICM travaillent dans le pavillon J. A. de Sève de l'Hôpital Notre-Dame du CHUM, qui abrite également les bureaux administratifs de l'ICM. Ce pavillon a été construit en 1995, à la suite d'une importante collecte de fonds. Il est doté de laboratoires, de services et d'équipements de pointe, qui en font un milieu stimulant.
Tous les chercheurs membres de l'ICM consacrent une partie de leur temps à la formation de la relève. L'Institut les seconde dans cette tâche importante, en leur accordant des bourses d'études et en subventionnant des programmes.
Confronté aux multiples changements qu'a connus la recherche en santé au fil des ans,l'Institut du cancer a su se réinventer et s'adapter aux besoins de chaque période. En
même temps, il a toujours gardé intacte la mission qui a été à la base même de sa création : l'encouragement de l'excellence de la recherche et de la formation dans le domaine du cancer.

## Concert contre le cancer
Le Concert contre le cancer est un concert-bénéfice au profit de l'Institut du cancer de Montréal. Son objectif principal est de financer le programme Rapatriement de cerveaux.